# Haus Huchting
Das Haus Huchting befindet sich in Bremen, Stadtteil Schwachhausen, Ortsteil Schwachhausen, Wachmannstraße 115. Die Villa entstand 1937 nach Plänen von Regierungsbaumeister a. D. Enno Huchting. Das Gebäude steht seit 1998 unter Bremer Denkmalschutz.

## Geschichte
Die zweigeschossige, rechteckige, verputzte Villa mit Sockelgeschoss und Walmdach wurde 1937 in der Epoche der Zwischenkriegszeit für den Architekten Huchting gebaut.
Huchting plante in Bremen in konservativ geprägter Bauweise viele Villen, Wohn-, Kleinsiedlungs- und Reihenhäuser sowie die Christuskirche in der Vahr.
Heute (2018) wird das Haus auch für eine Praxis genutzt.